# Pitsana-Potokwe
Pitsana-Potokwe – wieś w Botswanie w dystrykcie Southern. Według spisu ludności z 2011 roku wieś liczyła 816 mieszkańców.